# Zootrophion alvaroi
Zootrophion alvaroi är en orkidéart som först beskrevs av Leslie Andrew Garay, och fick sitt nu gällande namn av Carlyle August Luer. Zootrophion alvaroi ingår i släktet Zootrophion och familjen orkidéer. Inga underarter finns listade i Catalogue of Life.